# Oxisol

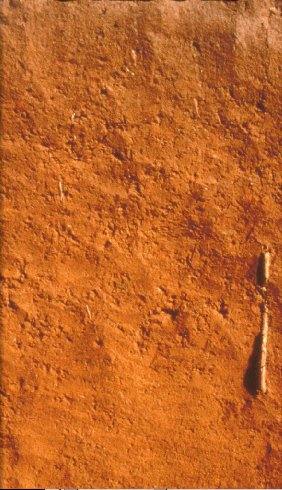
Oxisol

Als Oxisol bezeichnet man gemäß der USDA Soil Taxonomy stark verwitterte tropische Böden, wie man sie häufig in den tropischen Regionen Afrikas und Südamerikas findet, in denen ein stabiles Klima mit hoher Luftfeuchtigkeit herrscht. Nach dem internationalen WRB-Klassifizierungssystem werden diese Böden als Ferralsole bezeichnet.
Weltweit sind etwa 9,8 Millionen Quadratkilometer oder 7,5 Prozent der Landfläche der Erde mit Oxisolen bedeckt.
→ siehe Hauptartikel: Ferralsol

## Klassifikation
Man unterteilt Oxisole in insgesamt fünf Unterordnungen:
- Aquox
- Torrox
- Ustox
- Perox
- Udox